# Brendan Hines

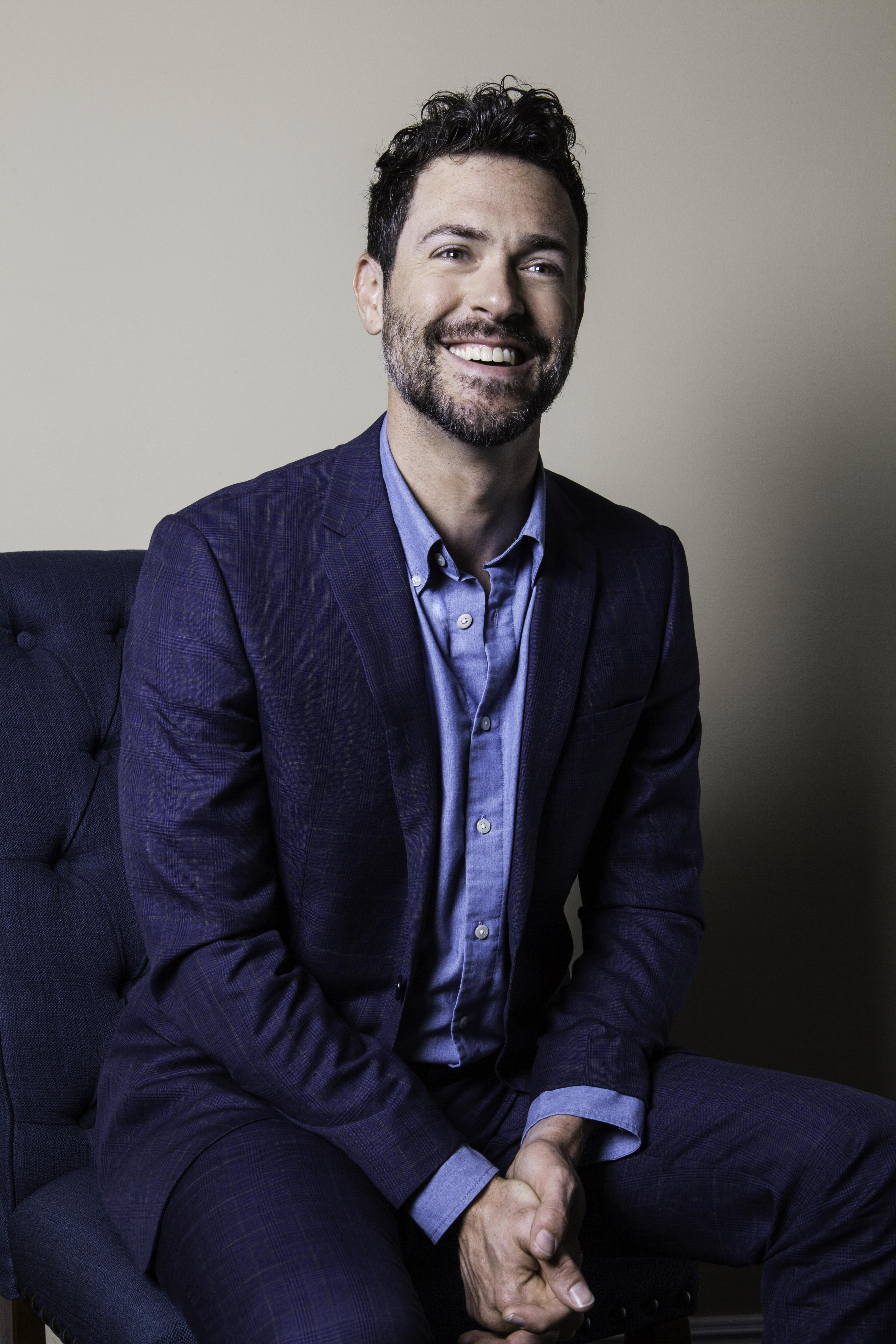
Brendan Hines, 2017

Brendan Hines (* 28. Dezember 1976 in Baltimore, Maryland) ist ein US-amerikanischer Schauspieler und Sänger.

## Filmografie (Auswahl)
- 2007: Meine Freundin, Ihr Hund und Ich (Heavy Petting)
- 2006: Without a Trace – Spurlos verschwunden (Without a Trace, Fernsehserie, Folge 5x09 Zum Wohl des Kindes)
- 2008: Terminator: The Sarah Connor Chronicles (Fernsehserie, 3 Folgen)
- 2008: Angel – Jäger der Finsternis (Angel, Fernsehserie, Folge 5x09 Jeder ist wichtig)
- 2009: Im tiefen Tal der Superbabes (Deep in the Valley)
- 2008: The Middleman (Fernsehserie, 5 Folgen)
- 2009–2011: Lie to Me (Fernsehserie, 48 Folgen)
- 2011: Castle (Fernsehserie, Folge 3x21 Tod im Pool)
- 2012: Body of Proof (Fernsehserie, Folge 2x11 Maiglöckchen)
- 2012: The Mob Doctor (Fernsehserie, Folge 1x10 Geständnisse)
- 2012: Scandal (Fernsehserie, 6 Folgen)
- 2013: Beauty and the Beast (Fernsehserie, Folge 1x11 Auf dünnem Eis)
- 2013: Betrayal (Fernsehserie, 5 Folgen)
- 2014–2015: Scorpion (Fernsehserie, 7 Folgen)
- 2014, 2018: Suits (Fernsehserie, 8 Folgen)
- 2016: Secrets and Lies (Fernsehserie, 7 Folgen)
- 2016–2019: The Tick (Fernsehserie, 17 Folgen)
- 2018–2019: MacGyver (Fernsehserie, 4 Folgen)
- 2021–2022: Locke & Key (Fernsehserie)